# Gemini Residence
Gemini Residence er en beboelsesbygning på Islands Brygge, København. Beboelsesbygningen ligger ned til vandet ved Bryggebroen overfor Fisketorvet. Bygningen er en 42 m. høj ombygget frøsilo der tilhørte Dansk Sojakagefabrik. 
Frøsiloerne er oprindeligt bygget i 1963, men blev i tiden 2002-2005 ombygget til 84 lejligheder ved, at lejlighederne blev påsat ydersiden af siloerne, så den færdige bygning kom til at ligne et ottetal ovenfra. Det indvendige er bibeholdt som et næsten tomt rum og bruges til foyer, trapper og elevatorer. Som top er lagt et gennemsigtigt tag af texlon.
Byggeriet var tegnet af arkitekterne MVRDV, (Holland) og JJW Arkitekter, mens NCC stod for selve byggeriet.
Nær bygningen ligger Wennbergsiloen og Pressesiloen, der ligeledes er ombyggede siloer, der tilhørte Sojakagefabrikken.